# Publio Cacio Sabino
Publio Cacio Sabino  fue un político romano del siglo III.

## Carrera política
Cacio fue cónsul bajo el emperador Caracalla en el año 216 junto con Publio Cornelio Anulino.
Este fue el segundo consulado de Publio Cacio. El primero no ha quedado registrado en los Fasti, pero se estima que pudo ejercer el cargo como suffectus entre los años 208 y 210. La brevedad entre ambos consulados permite suponer que quizá fuera uno de los partidarios de Caracalla.
Su hijo fue el también cónsul de 230 Sexto Cacio Clementino Prisciliano.